# グリーンワールド
『グリーンワールド』（原題: Greenworld）は、スコットランドの地質学者ドゥーガル・ディクソンが執筆し、主に彼と他のアーティスト数人がイラストを担当した、思弁進化を題材とするSF小説。『グリーンワールド』はディクソンのこれまでの思弁進化作品（1981年の『アフターマン』、1988年の『新恐竜』、1990年の『マンアフターマン』）と違い、全2巻が発売された日本でしか出版されていない。本書には架空の系外惑星と多様な地球外生命体の生物圏が登場する。
本作の設定は題名にもなっている惑星グリーンワールドへの1000年に及ぶ人類の入植を追い、人類が現在地球の生命にもたらしているような自然破壊をグリーンワールドの生態系にも及ぼす様を年代記として綴っている。グリーンワールドとその生物たちは、ディクソンが地元のSFグループ用の設計演習としてデザインしたものであった。惑星と生物はチャンネル4のシリーズ Equinox の1992年のエピソードで初登場を果たし、1997年の番組 Natural History of an Alien など様々なメディアに登場した。
『グリーンワールド』の設定はディクソンの著書『マンアフターマン』の原初のアイディアに似ており、直接それに由来している。『マンアフターマン』の原案は5000万年未来へタイムトラベルした人類が未来の生態系に入植するというもので、こちらは『アフターマン』へ応用された。最終的に出版された『マンアフターマン』のバージョンはこのアイディアからかけ離れていたためディクソンはこのアイディアの収録に消極的であった。最終的な『マンアフターマン』の結末は遺伝子操作を施された人類の子孫の目を通した未来の気候変動に焦点が当てられていた。

## 内容
グリーンワールドは仮説的な地球のような惑星であり、多様な生物圏が繁栄している。グリーンワールドに生息する動物型の生物は全て放射対称状の6足のヒトデのような生物の子孫である。グリーンワールドの動物は地球上の動物に最も多く見られるような左右対称性を二次的に獲得し、左右に3対の脚がある溝対称動物と、左右に2対と前後に1対の脚を持つ腕足対称動物に進化した。
本書では人類の影響で地球表層が荒廃する丁度その頃にグリーンワールドが発見され、人類は乗員1万人を乗せた世代宇宙船を送って入植を始めた。『グリーンワールド』は鍵となる入植者の複数の家族を通して惑星上の最初の1000年を掘り下げる。このタイムスパンのうちに、地球上で人類が起こした全ての自然破壊がグリーンワールドにおいても繰り返される。本書は複数の短いチャプターに分かれ、それぞれが短い物語を綴り、地方の動物や彼らの相互作用および人間との関係が取り上げられている。イラストには広告・科学論文・フィールドガイド・レシピの専門家も含まれている。本書が終わりを迎えるまでにグリーンワールドの生態系は崩壊し、人類はグリーンワールド上での活動を通して大量絶滅を引き起こす。

## 登場生物
グリーンワールドの生物一覧を参照。

## 製作
『グリーンワールド』に登場した架空の惑星と生物圏は元々ディクソンによる地元SFグループのための設計演習として製作されており、地球上の生命進化の背後にある生化学的プロセスに基づいている。本作のプロジェクトはディクソンが特集した様々なメディアに別個に登場していたが、その後ディクソンがコンセプト全体を本作に凝縮することとなった。惑星としてのグリーンワールドはチャンネル4の番組シリーズ Equinox の一部 E.T, Please call Earth（1992年）に初めて登場し、続いてBBCの It'll Never Work?、ラジオ・タイムズ、BBC Focus に1993年に登場、そして1997年にはそれぞれの科学者による数多くの仮説的地球外生命体の世界の1つとして BBC Two とディスカバリーチャンネルの番組 Natural History of an Alienに登場した。
以前の思弁進化作品『アフターマン』（1981年）と『新恐竜』（1988年）の成功に続き、ディクソンは『マンアフターマン』と名付けられた新しいプロジェクトに取り組んだ。『マンアフターマン』には5000万年後の未来へタイムトラベルすることで人口過多や大飢饉といった破滅を回避して文明構築する人類が登場する予定であった。そのため『マンアフターマン』は『アフターマン』と同じ世界を舞台にして、ディクソンが以前の著書で確立した人間に起因する大破壊に焦点を当てるはずであった。『マンアフターマン』の最終版は1990年に書籍として出版されたが、これは代わりに遺伝子操作を施された人類の子孫の目を通して未来の環境変動に焦点を当てたもので、これを結末に加えることにディクソンは難色を示した。『マンアフターマン』のディクソンのオリジナルコンセプトは、確立された生態系が人類により破壊されることで、これは最終的に『グリーンワールド』に使用されることとなった。ディクソンは以前に彼が作っていた架空の地球外生命体の世界をそれに使用した。

## 流通
『グリーンワールド』は日本でしか出版されていないが、ディクソンは英語版の出版に興味を示している。
日本では2010年1月に発売され、公式Twitterアカウントも開設された。公式アカウントをフォローして専用のハッシュタグをつけてツイートすると本作の第1章と第2章のPDFファイルが無料で提供されるというキャンペーンが実施されていた。